# Вєжново
Вєжново (рос. Вежново) — присілок в Вачському районі Нижньогородської області Російської Федерації.
Населення становить 18 осіб. Входить до складу муніципального утворення Казаковська сільрада.

## Історія
Від 2009 року входить до складу муніципального утворення Казаковська сільрада.

## Населення
| 1999 | 2002 | 2010 |
| ---- | ---- | ---- |
| 42   | ↗50  | ↘18  |